# Памятники Вильнюса
Па́мятники Ви́льнюса — список (неполный) монументов, статуй, скульптурных композиций, архитектурно-скульптурных мемориальных сооружений и мемориальных таблиц, размещённых для увековечения памяти о людях и событиях в Вильнюсе, преимущественно в открытом общественном пространстве.

## Именные памятники
- 1922 — памятник композитору Станиславу Монюшке в сквере у костёла Святой Екатерина на улице Виленской (Vilniaus g.; бюст работы скульптора Болеслава Балзукевича) на постаменте, оставшемся от памятника Александру Пушкину.

- 1931 — памятник банкиру и меценату Юзефу Монтвилле в сквере у францисканского костёла Вознесения Пресвятой Девы Марии на улице Трокской (Trakų g.; архитектор Ян Бровский): бронзовая фигура Монтвиллы (высотой 1,7 м), сидящая в кресле на гранитном постаменте высотой 2,2 м.[1].

- 1933 — памятник Мечиславу Дордзику у перекрёстка улиц Ишганитоё (Išganytojo g.) и Майронё (Maironio g.) напротив моста через Виленку.

- 1955 — памятник поэту Александру Пушкину (скульптор Бронюс Вишняускас, архитектор Витаутас Насвитис); установлен в парке у подножия Замковой горы, в 1992 году перенесён в парк Маркучяй, бывшее имение Григория Пушкина Маркутье, и установлен рядом с Литературным музеем А. С. Пушкина.

- 1959 — памятник писателю Пятрасу Цвирке (скульптор Юозас Микенас, архитектор Владисловас Микучянис) в сквере у перекрёстка улиц Йогайлос (Jogailos g., в советское время Капсуко), Пилимо (Pylimo g., в советское время Комъяунимо) и Паменкальнё (Pamėnkalnio g., в советское время Цвиркос).

- 1963 — памятник писателю Кристионасу Донелайтису в нише главного здания Вильнюсского университета (скульптор Константинас Богданас).

- 1971 — памятник писательнице Юлии Жемайте в сквере на проспекте Гядимина (скульптор Пятрас Аляксандравичюс, архитекторы братья Альгимантас Насвитис и Витаутас Насвитис).

- 1974 — памятник оперному певцу Кипрасу Пятраускасу (скульптор Гядиминас Йокубонис) у здания Национального театра оперы и балета.

- 1974 — памятник поэтессе Саломее Нерис, установленный к 70-летию со дня рождения на улице Вильняус (Vilniaus g.), рядом со школой имени Саломеи Нерис (скульптор Владас Вильджюнас, архитекторы Гядиминас Баравикас, Гитис Рамунис).

- 1977 — памятник поэту Людасу Гире в сквере на улице Волано (Volano g., напротив здания Министерства просвещения (скульптор Викторас Палис, архитектор Стасис Шяшкявичюс); горельефный портрет поэта, высеченный в глыбе гранита (высота 1,2 м) на прямоугольном гранитном постаменте. 11 сентября 2013 года памятник после требований бывших политических заключённых, ссыльных и представителей других правых организаций по просьбе Министерства образования и науки Литвы был демонтирован и вывезен на территорию муниципального предприятия «Гринда» в Юстинишкес, неподалёку от 2-го троллейбусного парка.[2][3]

- 1979 — памятник Варваре Радзивилл на улице Вокечю (Vokiečių g., скульптор Владас Вильджюнас).

- 1984 — памятник архитектору Лауринасу Стуоке-Гуцявичюсу в сквере у перекрёстка улицы Стуокос-Гуцявичяус (Stuokos-Gucevičiaus g.) и площади Даукантаса (S. Daukanto a.) у костёла Святого Креста (бонифратров) (скульптор Владас Вильджюнас).

- 1984 — памятник поэту Адаму Мицкевичу на улице Майронё (Maironio g.; скульптор Гядиминас Йокубонис, архитектор В. Чеканаускас),

- 1995 — памятник певцу и музыканту Фрэнку Заппе в сквере на улице Калинауско (Kalinausko g.; скульптор Константинас Богаданас).

- 1995 — памятник «Сёстры» писательницам-сестрам Софии Иванаускайте-Пшибиляускене (1867—1926) и Марии Иванаускайте-Ластаускене (1872—1957), выступавшим в 1898—1926 годах под общим псевдонимом Лаздину Пеледа в сквере на улице Кармелиту (Karmelitų; скульптор Даля Матулайте, архитекторы Римантас Буйвидас и Юрас Балькявичюс).

- 1996 — памятник великому князю литовскому Гедимину, основателю Вильнюса, на Кафедральной площади (скульптор Витаутас Кашуба).

- 1997 — памятник выдающемуся богослову Элияху бен Шломо Залману, с надписью на еврейском и литовском языках, во дворе на месте уничтоженной Большой синагоги.

- 1999 — памятник главнокомандующему подпольных литовских вооружённых сил в 1949—1953 годах генералу Йонасу Жемайтису (1919—1953) у здания Министерства обороны Литвы на улице Тоторю (Totorių 25/3).

- 2003 — памятник королю литовскому Миндовгу (Миндаугасу) у главного здания Национального музея Литвы (скульптор Регимантаса Мидвикиса, архитекторы Альгимантас Насвитис, Ричардас Криштапавичюс, Инеса Алистратовайте).

- 2007 — памятник «Гражданину Вильнюса доктору Цемаху Шабаду, прототипу доброго доктора Айболита», жившему и работавшему в городе, у перекрёстка улиц Месиню (Mėsinių g.) и Ди́снос (Dysnos g.). Изображает невысокие фигуры доктора Шабада в старомодной шляпе (высота 1,70 м) и девочки с кошкой на руках[4], с надписями на английском, идиш, литовском и русском языках (скульптор Ромуалдас Квинтас).

- 2007 — памятник писателю Ромену Гари на улице Басанавичяус (Большая Погулянка; Jono Basanaviciaus g.), изображающая автобиографического героя романа «Обещание на рассвете» — мальчика с галошей в руках (скульптор Ромуалдас Квинтас)[5].
- 2009 — памятник автору Национального гимна Винцасу Кудирке на площади Винцо Кудиркос.[6]

- 2010 — макет памятника Виктору Цою в парке Вингис.
- 2011 — памятник арапу царя Петра Ганнибалу и его правнуку А. С. Пушкину во дворе Пятницкой церкви (замысел идеи памятника поэт Юрий Кобрин, скульптор Витаутас Наливайка) [7]
- 2011 — памятник русскому поэту Константину Бальмонту на улице Латвю (Жверинас) (бюст скульптора Миндаугаса Шнипаса, архитектор Таурас Будзис). [8]
- 2011 — памятник украинскому писателю, поэту, художнику Тарасу Шевченко в сквере между улицами Базилийону, Арклю и Вису Швянтую (автор — украинский скульптор Виталий Андрианов).[9]
- 2011 — памятный знак академику Сахарову на площади Сахарова (скульптор Владас Канчяускас)[10]

- 2011 — скульптура памяти художника Мстислава Добужинского на Кафедральной площади.[11]
- 2015 — памятник британскому рок-музыканту, певецу, поэту, композитору, художнику, писателю, а так же одному из основателей и участнику группы «The Beatles» Джону Леннону (в сквере у «дома Осло», ул. Миндауго, 27 скульптор Йонас Гянявичюс).[12]

## Монументы и мемориалы
- 1916 — Три креста (скульптор Антоний Вивульский); восстановлен в 1989 году.

- мемориалы на месте массовых убийств 1941—1944 годов (свыше 100 тысяч, главным образом евреи и поляки) в Понарах.

- мемориальная плита на месте казней в 1863 году Зыгмунта Сераковского и в 1864 году Кастуся Калиновского на Лукишской площади.

- мемориал на кладбище советских военнопленных (1941—1943) на улице Парко (Parko g.) в Новой Вильне; мемориал восстановлен на средства Российской Федерации посольством России в Литве в 2006 году.

- 1975 — мемориальный камень в парке Вингис, обозначающий место, где, как предполагалось, будет стоять памятник республиканским праздникам песни

- 1984 — мемориальный ансамбль в память о советских воинах Великой Отечественной войны на Антакальнисе (скульптор Юозас Бурнейка, архитектор Римантас Дичюс).

- мемориал жертвам Холокоста на месте захоронения около 400 человек рядом с двумя зданиями, в которых располагался нацистский трудовой лагерь (1941—1943), на улице Субачяус (Subačiaus g.).

- монумент-памятник воинам из Литвы, погибшим во время советской войны в Афганистане у перекрестка улиц Жигё и С. Жукауско в Жирмунай.

- памятник жертвам советской оккупации рядом с Музеем жертв геноцида на проспекте Гедимина.

- деревянный крест с надписью на литовском и польском языках в память жертв депортаций 1940—1952 годов во дворе костёла Святого Казимира в Новой Вильне.

- мемориальные камни, обозначающие места на подступах к парламенту Литвы, где в 1991—1992 годах стояли баррикады.

- мемориальная плита на месте, где у памятника Адаму Мицкевичу 23 августа 1988 года состоялся первый публичный митинг протеста против советской оккупации (на улице Майронё, Maironio g.).

- 1991 — мемориал в память жертв массовых ссылок 1940—1941 годов у железнодорожной станции в Новой Вильне (скульптор Видмантас Гиликис).

- 2004 — мемориал на месте захоронения жертв советских репрессий 1944—1947 годов в Тускуленай.

- 2006 — памятник ссыльным жителям Литвы, страдавшим и погибшим в Якутии, в сквере на ул. Ауку (Aukų g.) рядом с Музеем жертв геноцида (первоначально предполагалось установить в Якутске[13] [14]; скульптор Йонас Ягела, архитектор Альгис Вишнюнас[15] [16]).

## Памятники-символы
- 1895 — бетонная скульптура святого Георгия, поражающего дракона, на гостинице «Жорж» на Георгиевском проспекте (в советское время гостиница «Вильнюс» на проспекте Ленина); повреждённая во время боевых действий в 1944 году, была снята с пострадавшего и обгоревшего здания; восстановлена скульптором Кястутисом Бальчюнасом с использованием современных материалов и в несколько увеличенных размерах (высота 4,5 м, длина 5 м, ширина 2 м), установлена на реконструированном здании бывшей гостиницы, где разместился торговый центр „Grand Duke Palace“ на проспекте Гедимина в 2005 году[17].

- 1902 — аллегорическая фигура высотой 4 м на угловой башне здания виленской теплоэлектростанции на берегу Вилии (ныне Музей энергетики на улице Ринктинес, Rinktinės g. 2), изображающая Электричество в образе женщины с лавровым венком на голове, держащую в правой руке электрическую лампу и вознесённой левой рукой возвещающую новую светлую эру (скульптор Болеслав Балзукевич); в 1994 году восстановлена скульптором Пятрасом Мазурасом по старым фотографиям и в 1995 году установлена на прежнем месте (бронза, высота 4 м) [18].

- 1957 — статуя покровителя Вильнюса святого Христофора (и небесного патрона погибшего при бомбардировке города ксендза Криступаса Чибираса) с младенцем на руках и текстом на постаменте на литовском языке «Святой Христофор, опекай наш город!» во дворе костёла Святого Николая (скульптор Антанасом Кмеляускасом).

- 1973 — декоративная статуя «Летописец» во дворе по улице Стиклю (Stiklių g. 4; скульптор Вацловас Крутинис).

- 1973 — декоративная статуя «Городской страж», изображающая рыцаря с копьём, в нише на углу дома на перекрёстке улиц Траку (Trakų g.) и Пилимо (Pylimo g.; скульптор Станисловас Кузма).

- 1973 — декоративная скульптурная композиция «Литовская баллада» на невысоком насыпанном и озеленённом холмике неподалёку от Кафедрального собора Святого Станислава, образованная расположенных кругом бюстов бородатых старцев (эстонский доломит, высота 3 м) (скульптор Владас Вильджюнас, архитектор Гядиминас Баравикас).

- «Первые ласточки» у здания Национальной галереи на правом берегу реки Нерис (скульптор Юозас Микенас)

- «Сутартинес» (разновидность старинных литовских многоголосных народных песен) перед гостиницей «Летува» (Reval Hotel Lietuva; скульптор Станисловас Кузма).

- 2002 — ангел Ужуписа на перекрёстке улиц Ужупё (Užupio g.), Паупё (Paupio g. и Малуну (Malūnų g.) (скульптор Ромас Вильчяускас и архитектор Альгирдас Умбрасас; бронзовая скульптура на колонне высотой 8,5 метров).

## Мемориальные доски
- мемориальная таблица с надписью на польском языке епископу Валериану Протасевичу, основателю иезуитской коллегии в Вильне, в Большом дворе ансамбля Вильнюсского университета
- мемориальная таблица с надписью на латинском языке королю польскому и великому князю литовскому Стефану Баторию, основателю Виленской академии и Университет Общества Иисуса, в Большом дворе ансамбля Вильнюсского университета
- мемориальная таблица белорусскому поэту Франциску Богушевичу с надписью на белорусском и литовском языках на доме по улице Арклю (Конской) (2010)
- мемориальная таблица с надписью на русском языке скульптору Марку Антокольскому на доме, в котором он родился и жил, по улице Диджёйи (Большая, в советское время Горького, Didžioji g.)
- мемориальная таблица поэту Юлиушу Словацкому с бюстом поэта на доме по улице Пилес (Замковая, в советское время Горького, Pilies g. 22), в котором он жил в квартире Августа Бекю (1927)
- мемориальная таблица Василию Качалову с надписью на литовском и русском языках на доме по улице Диджёйи (Большая, в советское время Горького, Didžioji g. 14), в котором родился и до 1893 года жил будущий выдающийся актёр
- мемориальная таблица поэту Адаму Мицкевичу и другим филоматам с надписью на литовском и польском языках над входом в здание базилинского монастыря Святой Троицы, где они содержались в заключении во время следствия и суда с 23 октября 1823 по 21 апреля 1824 года
- мемориальная таблица в честь 400-летнего юбилея библиотеки Вильнюсского университета (художник Римтаутаса Гибавичюс) на улице Шв. Йоно (в советское время Сруогос, Švento Jono) (1970)
- мемориальная таблица архитектору Лауринасу Стуока-Гуцявичюсу во дворе Гуцявичюса ансамбля Вильнюсского университета (скульптор Константинас Богаданас)
- мемориальная таблица восточнославянскому первопечатнику Франциску Скорине на фасаде дома по улице Диджёйи (Большая, в советское время Горького, Didžioji g. 19) с надписью на белорусском и литовском языках
- мемориальная таблица белорусскому советскому поэту Янке Купале с надписью на белорусском и литовском языках на доме по улице Вильняус (Виленской, в советское время Гирос, Vilniaus g.), в котором в 1913—1914 годах жил и работал этот поэт и журналист
- пара мемориальных таблиц Станиславу Монюшко, одна с надписью на литовском, другая на польском языках, на доме Мюллера по улице Вокечю (Немецкая, в советское время Музеяус, Vokiečių g.), в котором композитор и музыкант жил в 1840—1858 годах
- мемориальная таблица Кастусю Калиновскому с надписью на белорусском и литовском языках на здании бывшего доминиканского монастыря по улице Шв. Игното (Švento Ignoto g. 11), в котором один из руководителей восстания 1863—1864 гг. в Литве и в Белоруссии содержался в заключении[19]
- мемориальная таблица языковеду, общественному и политическому деятел. Брониславу Тарашкевичу с надписью на белорусском и литовском языках на здании по улице Вильняус (Виленской, в советское время Гирос, Vilniaus g.)
- мемориальная таблица с надписью на литовском и польском языках расстрелянному немецкими оккупантами в Понарах в 1943 году Казимиру Пельчаре на здании по улице Полоцко (Polocko g. на Заречьи), в котором известный онколога, профессор Университета Стефана Батория в 1931 году основал научно-исследовательский институт недоброкачественных новообразований
- мемориальная таблица поэту Адаму Мицкевичу на воротах дома в переулке Литерату (Literatų skg.), в котором поэт жил во время учёбы Виленском университете
- мемориальная таблица поэту Адаму Мицкевичу с надписью на литовском и польском языках на здании Виленского университета, в котором поэт учился в 1815—1819 годах, по улице Пилес (Замковая, в советское время Горького, Pilies g.)
- мемориальная таблица поэту Адаму Мицкевичу с надписью на литовском и польском языках на здании по улице Диджёйи (Большая, в советское время Горького, Didžioji g. 1), из которого поэт отбыл в ссылку в 1824 году
- мемориальная таблица Юзефу Крашевскогму с надписью на литовском и польском языках на здании по улице Пилес (Замковая, в советское время Горького, Pilies g.), в котором писатель, историк, издатель жил и работал в 1832—1835 годах
- мемориальная таблица поэту Тарасу Шевченко с надписью на литовском и украинском языках на доме по улице Пилес (Замковая, в советское время Горького, Pilies g. 10), в котором Шевченко жил в 1829—1830 годах
- мемориальная таблица поэта Тарасу Шевченко с надписью на литовском и украинском языках на здании исторического факультета Вильнюсского университета
- мемориальная таблица Габриелюсу Ландсбергис-Жямкальнису на доме по улице Тилто (Мостовая, Tilto g.), в котором писатель и драматург жил в 1905—1906 годах
- мемориальная таблица Антанасу Сметоне на доме по улице Тилто (Мостовая, Tilto g. 1), в котором будущий первый президент Литвы жил в 1908—1909 годах
- мемориальная таблица на доме по улице Тоторю (Татарская, Totorių g.), в котором в 1906—1921 действовала типография Мартина Кухты и где был 16 февраля 1918 года был отпечатан Акт независимости Литвы
- мемориальная таблица Микалоюсу Чюрлёнису на доме по улице Савичяус (Савича, Savičiaus g. 11), в котором художник и композитор жил в 1907—1908 годах
- мемориальная таблица о пребывании интенданта французской армии Анри Мари Бейля, более известного как писатель Стендаль, в 1812 году на фасаде дома Франка по улица Диджёйи (Большая, в советское время Горького, Didžioji g. 1) с надписью на литовском и французском языках
- мемориальная таблица доценту кафедры хорового дирижирования Вильнюсской консерватории и руководителя известного хора «Ажуолюкас» Герману Перельштейну на здании, где репетировал «Ажуолюкас» (скульптор Ромуалдас Квинтас) (1998)
- мемориальная таблица фотографу Яну Булгаке на здании на площади Кудиркос (бывшая площадь Черняховского, затем Савивальдибес, Savivaldybės a.)
- мемориальная таблица основоположнику идеологии сионизма Теодору Герцлю с надписью на еврейском и литовском языках на угловом доме по улице Шв. Игното (Šv. Ignoto g.), который в 1903 году посещал Герцль
- мемориальная таблица богослову Элияху бен Шломо Залману с надписью на еврейском и литовском языках на здании по улице Жиду (Žydų g.) на месте дома, в котором Гаон жил в 1720—1797 годах (1999)
- мемориальная таблица художнику Фердинанду Рущицу на доме по улице Пилес (Замковая, в советское время Горького, Pilies g. 22; скульптор Ромуалдас Квинтас) (1999)
- мемориальная таблица писателю Ромену Гари с надписью на литовском и французском языках на доме по улице Басанавичяус (Большая Погулянка; Jono Basanaviciaus g. 18), где будущий писатель жил в 1917—1923 годах (1999)
- мемориальная таблица с надписью на литовском и польском языках издателю Юзефу Завадскому (1781—1838) и выходу в свет 1822 году издал первого сборника поэзии Адама Мицкевича „Ballady i romanse“ («Баллады и романсы») на улице Шв. Йоно (Šv. Jono g.) (1999)
- мемориальная таблица поэту Иосифу Бродскому на доме по улице Лейиклос (Liejyklos g. 1), в котором в 1966—1971 годах останавливался поэт
- мемориальная таблица геологу, минералогу, географу Игнатию Домейко в воротах базилианского монастыря Святой Троицы, где Домейко пребывал в заключении во время следствия по делу филоматов в 1823—1824 годах (скульптор Валдас Бубялявичюс, архитектор Йонас Анушкявичюс) (2002)
- мемориальная таблица с надписью на литовском и идиш языках поэту Моше Кульбаке на доме по улице Кармелиту (Karmelitų g. 5), в котором жил поэт (2004)
- памятная таблица из песочно-розового мрамора с барельефом мыслителя и учёного-медиевиста Льва Карсавина и с надписью на литовском и русском языках на фасаде дома Франка по улица Диджёйи (Большая, в советское время Горького, Didžioji g. 1; скульптор Ромуалдас Квинтас) (2005)[20]
- мемориальная таблица патриарху Тихону с надписью на литовском и русском языках на доме по улице Диджёйи (Большая, в советское время Горького, Didžioji g. 36), где располагалась резиденция Архиепископа Литовского и Виленского Тихона (в миру Василия Ивановича Беллавина)
- мемориальная таблица о пребывании писателя Ф. М. Достоевского с надписью на литовском и русском языках на доме по улице Диджёйи (Большая, в советское время Горького, Didžioji g. 20), где находилась гостиница, в которой в апреле 1867 года проездом в Германию останавливался Достоевский с А. Г. Достоевской (скульптор Ромуалдас Квинтас) (2006)[21]